# Lygosoma boehmei
Lygosoma boehmei là một loài thằn lằn trong họ Scincidae. Loài này được Ziegler, Schmitz, Heidrich, Vu & Nguyen mô tả khoa học đầu tiên năm 2007.